# Халилович, Сефер
Сефер Халилович (босн. Sefer Halilović; род. 6 января 1952 года) — боснийский политический и военный деятель, начальник генерального штаба армии Боснии и Герцеговины, генерал. Участник гражданской войны в Югославии. Основатель и глава Патриотической лиги Боснии и Герцеговины. В правительстве Федерации Боснии и Герцеговины занимал должность министра по делам беженцев и перемещённых лиц в 1998—2001 годах.
В 2001 году Халилович был обвинён Международным трибуналом по бывшей Югославии в совершении военных преступлений, но в конечном итоге оправдан. С 2006 года является депутатом парламента Боснии и Герцеговины.

## Биография

### Служба в ЮНА
Халилович родился 6 января 1952 года в селе Ташева общины Приеполе в Санджаке, населённой преимущественно мусульманами. В 1971 году поступил в военную академию в Белграде, а в 1975 году проходил подготовку в военном училище в Задаре, где стал офицером ЮНА. 31 августа 1990 перебрался в Белград, где посещал двухгодичные курсы школы командиров. Когда в сентябре 1991 года он оставил армию, то уже был профессиональным офицером и имел звание майора. Вернувшись в Боснию и Герцеговину, основал Патриотическую лигу и планировал оборону Боснии на случай возможного военного конфликта с югославскими войсками.

### Боснийская война
25 мая 1992 года Президиум Республики Боснии и Герцеговины назначил Халиловича начальником штаба Территориальной обороны Боснии и Герцеговины вместо Хасана Эфендича, тем самым сделав его самым высокопоставленным военным командиром вооружённых формирований Республики Боснии и Герцеговины.
В период с мая до начала июля 1992 года, Халилович также занимал должность члена Военного президиума. После июля 1992 года он вступил в должность начальника Генерального штаба армии Республики Боснии и Герцеговины. 18 августа 1992 года Президиум образовал пять корпусов Армии Боснии и Герцеговины. 8 июня 1993 года была создана новая должность верховного командующего, её занял Расим Делич. С 18 июля по 1 ноября 1993 года Халилович занимал должность заместителя командующего Армии Боснии и Герцеговины, а был начальником штаба Верховного командования.

### Покушения
Во время войны Халилович не раз расходился во взглядах с политическими лидерами Боснии, которые в свою очередь, вероятно, несут ответственность за неудачные покушения на жизнь Халиловича. 7 июля 1993 года в 14:10, квартира Халиловича была подорвана взрывным устройством с помощью пульта дистанционного управления. Халилович, его сын и дочь уцелели, однако его жена Медиха и его брат Эдин Рондич погибли. Рондич появился на балконе в военной форме в то время, когда Халилович пришёл домой на обед с семьей. Убийцы, очевидно, приняли Рондича за Халиловича и привели в действие взрывное устройство.

## Обвинение в военных преступлениях
На момент вынесения обвинительного заключения Халилович был министром в правительстве Федерации Боснии и Герцеговины и лидером основанной им в 1996 году политической партии — патриотической партии Боснии и Герцеговины, а также был одним из главных критиков президента Боснии и Герцеговины Алии Изетбеговича. Он был обвинён Международным трибуналом по бывшей Югославии 30 июля 2001 года. Халилович добровольно сдался Гаагскому трибуналу 25 сентября 2001 и не признал себя виновным. Халилович получал временное освобождение из под стражи, в 2001 году в начале судебного разбирательства и с 5 сентября по 14 ноября 2005 года.
Халиловича обвинили в нарушении законов и обычаев войны и убийствах (т. н. командная ответственность). В ходе проведения боснийскими войсками «операции Неретва '93» были убиты 63 хорватских гражданских лиц и военнослужащих. Боснийские войска проводили освобождение районов Герцеговины, ранее занятых хорватскими войсками, и бои за Мостар. Резня, ответственность за которую возлагалась на Халиловича, произошла в сёлах Грабовица и Уздол в сентябре 1993 года. Прокуроры МТБЮ утверждали, что он был руководителем операции «Неретва '93», которая проводилась армией Боснии и Герцеговины в этом районе.
Суд над Сефером Халиловичем начался 31 января 2005. Обвинение завершило дело 2 июня. Защита продолжалась с 27 июня до 14 июля 2005 года. Стороны произнесли свои заключительные слова 30 и 31 августа 2005 года.
Адвокат Халиловича Фарук Балиягич пытался доказать, что агенты спецслужб подкупили многочисленных свидетелей для искажения того, что действительно имело место и чтобы сделать Халиловича «козлом отпущения». Опубликованная в 1997 году книга мемуаров Халиловича «Lukava Strategija» (рус. «Хитрая стратегия») освещает подробности данной версии.
16 ноября 2005 года Халилович был оправдан по всем пунктам обвинения и освобождён из заключения. Суд установил, что в то время, когда в названных населённых пунктах имели место убийства, признанные военными преступлениями, Халилович не имел командных полномочий, будучи только инспектором, поэтому он не может считаться ответственным за них. В приговоре Гаагского трибунала также доказано, что убийства самовольно совершили отдельные лица, следовательно, преступление не было спланировано. Обвинение обжаловало приговор. 16 октября 2007 года Апелляционная палата отклонила апелляцию стороны обвинения и подтвердила оправдательный приговор, вынесенный почти двумя годами ранее Судебной палатой.
Дело Сефера Халиловича вошло в историю как редкий случай в практике Гаагского трибунала, когда обвиняемый был полностью оправдан.